# Vladimir Kasjanov
Vladimir Kasjanov, född som Vladimir Pavlovitj Kasjanov 12 juli 1883 i Odessa, Kejsardömet Ryssland, död 24 november 1960 i Moskva, Sovjetunionen, var en rysk filmregissör, skådespelare och manusförfattare.

## Filmografi

### Regi
- 1914 - Drama v kabare futuristov № 13 [2]